# 1952年ヘルシンキオリンピックの韓国選手団
1952年ヘルシンキオリンピックの韓国選手団（1952ねんヘルシンキオリンピックのかんこくせんしゅだん）は、1952年7月19日から8月3日にかけてフィンランドの首都ヘルシンキで開催された1952年ヘルシンキオリンピックの韓国選手団、およびその競技結果。

## 概要
今大会は銅メダル2個、合計2個のメダルを獲得した。

## メダル
| メダル | 選手名 | 競技                 | 種目           |
| ------ | ------ | -------------------- | -------------- |
| 銅     | 姜俊鎬 | ボクシング           | 男子バンタム級 |
| 銅     | 金晟集 | ウエイトリフティング | 男子ミドル級   |